# Моноцентризм
Моноцентризм (от моно- и лат. centrum — средоточие, центр), учение о происхождении человека современного типа (Homo sapiens, неоантропа), ещё не дифференцировавшегося на расы из одной области земного шара от одной формы древнего человека. На позициях моноцентризма стояли многие советские антропологи. Советский учёный Я. Я. Рогинский расширил понятие моноцентризма и ввёл новые понятия — широкий моноцентризм, или дицентризм, согласно которому область возникновения неоантропа была сравнительно большой (выходящей за пределы Африки). Комплексом современных исследований подтверждается узкий моноцентризм африканского происхождения человека.